# Riders of Justice
Riders of Justice (Retfærdighedens ryttere) è un film del 2020 scritto e diretto da Anders Thomas Jensen.

## Trama
Mathilde perde la madre in un incidente ferroviario e suo padre, Markus, un soldato in servizio in Afghanistan, torna a casa per consolare la figlia in lutto. Mathilde e Markus hanno difficoltà a venire a patti con la tragedia, causando tensioni nella loro relazione. Tuttavia, Markus viene avvicinato da un uomo di nome Otto (che era sullo stesso treno con la moglie di Markus) che lo informa che l'incidente ferroviario non è stato una coincidenza, ma un omicidio pianificato per eliminare un testimone chiave in procinto di testimoniare contro il capo della banda di motociclisti Riders of Justice.
Con l'aiuto degli amici di Otto, Lennart ed Emmenthaler, il gruppo identifica un uomo sospetto che ha lasciato il treno pochi secondi prima dell'incidente come fratello del leader dei Riders of Justice. Il gruppo va a casa dell'uomo, con l'intenzione di interrogarlo per avere informazioni sull'incidente, ma Markus perde il controllo e lo uccide per rabbia. Lennart elimina le prove e incontra un giovane ragazzo ucraino di nome Bodashka. I Cavalieri interrogano Bodashka per informazioni, portando alla loro identificazione di Emmenthaler.
I Riders tentano una sparatoria al gruppo, ma Markus riesce a uccidere gli aggressori e salvare Bodashka. Mathilde scopre uno degli incontri del gruppo e Lennart mente e spiega che in realtà sono un gruppo di terapia che tenta di aiutare Markus con il suo trauma. Mentre l'ensemble prepara un altro successo su Riders of Justice, Bodashka spiega che l'uomo sospetto non era sul treno; Lennart e Otto avevano convinto Emmenthaler ad accettare un risultato di riconoscimento facciale meno accurato, e l'uomo sospetto era in realtà un turista egiziano, il che significa che la loro crociata contro i Cavalieri della Giustizia era stata commessa per errore e le prove su cui facevano affidamento era una semplice coincidenza.
Markus, imparando questo, scoppia in rabbia e frustrazione, abbassando finalmente la sua facciata di pietra e piangendo. Il giorno successivo, i Riders seguono le connessioni sui social media lasciate dal fidanzato di Mathilde e attaccano il gruppo a casa di Markus. Molti di loro sono feriti, Mathilde viene presa in ostaggio e Markus viene disarmato dai Cavalieri. Otto, Lennart ed Emmenthaler, usando l'addestramento alle armi impartito loro in precedenza da Markus, tendono un'imboscata e uccidono i Cavalieri, salvando Markus e Mathilde. A Natale, l'intero gruppo si è unito per celebrare e aprire i regali, e Markus e Mathilde si sono riconciliati.

## Promozione
Il primo trailer del film è stato diffuso il 22 dicembre 2020.

## Distribuzione
La pellicola è stata distribuita nelle sale cinematografiche danesi a partire dal 19 novembre 2020 e proiettata all'International Film Festival Rotterdam nel febbraio 2021. In Italia è stata distribuita sulle principali piattaforme streaming dal 5 agosto 2021.

## Accoglienza

### Incassi
Nel primo fine settimana di programmazione nelle sale danesi, nonostante la pandemia di COVID-19, il film ha venduto oltre 150.000 biglietti ed ha battuto il campione d'incassi Un altro giro.

### Critica
Sull'aggregatore Rotten Tomatoes il film riceve il 95% delle recensioni professionali positive con un voto medio di 8 su 10 basato su 111 critiche, mentre su Metacritic ottiene un punteggio di 81 su 100 basato su 25 critiche.

## Riconoscimenti
- 2022 - Critics' Choice Awards[7]
  - Candidatura per il miglior attore in un film d'azione a Mads Mikkelsen
- 2022 - Saturn Award[8]
  - Candidatura per il miglior film internazionale